# 8th Armoured Division (British Army)
La 8th Armoured Division fu una divisione corazzata dell'esercito britannico che combatté nel corso della seconda guerra mondiale.

## Storia
Venne schierata in Egitto nel giugno del 1942 ma non prese mai parte ad alcuna operazione venendo sciolta nel mese di gennaio del 1943.
La divisione venne inviata in Nord Africa ma non prese mai servizio operativo, in quanto non poté essere supportata da una brigata di fanteria venendo così sciolta.
Dopo la battaglia di El Alamein venne abbozzato un piano per impiegare i resti della divisione come raggruppamento mobile autonomo con la missione di avanzare audacemente in profondità nelle retrovie italo-tedesche fino a Tobruk. Il progetto tuttavia venne poi abbandonato e al suo posto vennero impiegati reparti delle unità esploranti. Successivamente, il nome della divisione venne utilizzato allo scopo di ingannare il servizio informazioni del nemico.